# Bad Rothenfelde
Bad Rothenfelde est une ville thermale située dans le Land de Basse-Saxe (Allemagne). La ville est située dans la forêt de Teutberg, à environ 20 km au sud-est de la ville d'Osnabrück.

## Économie
L'économie de la ville est basée sur les services liés aux cures thermales et les prestations hospitalières. Selon l'indice de pouvoir d'achat GfK Allemagne, la population de Bad Rothenfeld a un pouvoir d'achat supérieur à la moyenne. La raison en est que Bad Rothenfelde est une zone résidentielle préférée et chère pour les navetteurs de la région et les personnes âgées. Bad Rothenfelde comprend des zones résidentielles avec des villas et des installations pour personnes âgées.
La plus grande entreprise industrielle est heristo AG, un fabricant de produits alimentaires.

## Jumelages
Bad Rothenfelde est jumelé avec Avereest aux Pays-Bas.

## Personnalités
Bad Rothenfelde est la ville natale de l'écrivain allemand Cora Stephan et de l'ancien maire d'Osnabrück, Hans-Jürgen Fip.
- Franz Bitter (1865-1924), homme politique né à Aschendorf.
- Walther Wenck (1900-1982) fut le plus jeune général de l'armée allemande pendant la Seconde Guerre mondiale.